# Те се сражаваха за Родината (филм)
Те се сражаваха за родината (на руски: Они сражались за Родину) е съветски филм на Сергей Бондарчук по едноименния незавършен роман на Михаил Шолохов. Съгласно списание „Съветски екран“ е определен за най-добър филм за 1976 г. Снимките са правени от май до октомври 1974 г. във Волгоградска област. Това е последният филм на Василий Шукшин, който умира внезапно в края на снимките. Заместен е от Юрий Соловьов в останалите сцени.

## Сюжет
Действието на филма се развива през лятото на 1942 г. Съветски стрелкови полк отстъпва към Сталинград през безкрайната Донска степ в непрекъснати боеве с Вермахта, като губи бойния си състав. По време на почивка след тежък преход, войниците спят, разговарят и се къпят в близкото езеро. Двама от тях успяват да наловят раци. За да ги приготвят им трябва кофа и сол. Пьотр Лопахин отива в близкото село за да потърси, но там възрастна казачка му отказва, защото като войници са допуснали немските войски до Дон и оставят местните жители на произвола на чуждата войска. Но когато все пак му дава поисканото от него, се получава заповед, войниците да заемат позиция и да я удържат до пристигането на подкрепление. И още докато копаят окопи в каменистата почва, започва нападението на противника и те трябва да отразяват атаките на танковете и самолетите на противника. Тежка контузия получава редник Стрелцов, приятел на Лопахин. През нощта те трябва да отидат на нова позиция и през горящите жита, заспивайки прави се преместват на нова бойна позиция. Подготвейки се за боя, копаят набързо окопи и отново преди да са се подготвили трябва да започват сражението. При отстъплението си, те стигат до поредните села и хутори, където са останали само жени, опитващи се да спасяват своя живот от наближаващите военни действия. Един от главните герои Пьотр Лопахин се опитва да осигури някаква храна за своите другари. Срещите с местните жени, които са останали сами в тила. И отново бой със самолетите и танковете на противниковата войска. Лопахин, който успява с противотанковата си пушка да свали изтребител. Раненият Звянгинцев, когото момичето санитарка трябва да влачи до пункта, където без упойка му изваждат осколките от гърба. И отново отстъпление в тила, където останалите 27 бойци от полка и спасеното полково знаме трябва да приемат новите попълнения. И тогава Лопахин вижда своя приятел Стрелцов, избягал от болницата, който напълно загубил слуха си, се присъединява с другарите си към войските. Войските, отиващи към Сталинград, където ще бъде една от най-страшните битки в тази война.
Във филма участват много известни актьори: Василий Шукшин, Вячеслав Тихонов, Сергей Бондарчук, Георгий Бурков, Юрий Никулин, Иван Лапиков, Николай Губенко, Андрей Ростоцки, Нона Мордюкова, Инокентий Смоктуновски, Ирина Скобцева, Лидия Федосеева-Шукшина и други.
На 30 ноември 2016 г. до сградата на Министерството на отбраната на Русия в Москва на Фрунзенска крайбрежна улица е открита скулптурна група по мотиви от филма.

## Създатели
- Сценарист и режисьор – Сергей Бондарчук
- Главен оператор – Вадим Юсов
- Главен художник – Феликс Ясюкевич
- Композитор и диригент – Вячеслав Овчинников
- Втори режисьор – Владимир Достал
- Звукорежисьор – Юрий Михайлов
- Редактор – Елена Михайлова
- Втори директор (паралелна група) – Анатолий Чемодуров
- Оператор, комбинирана стрелба (паралелна група) – Юрий Невски
- Гримьори – Михаил Чикирев, Всеволод Желманов
- Художник на костюмите – Надежда Бузина
- Консултанти – Михаил Казаков, Сергей Харламов, Н. Петренко, В. Гуриев
- Режисьор на картината – Игор Лазаренко

## Актьорски състав
- Василий Шукшин – редник Пьотр Федотович Лопахин, бронебоец, първи номер на екипажа на ПТРД-41, бивш миньор (дубльор – Юрий Соловьов) (озвучен от Игор Ефимов)
- Вячеслав Тихонов в ролята на редник Николай Стрелцов, бивш агроном
- Сергей Бондарчук в ролята на редник Иван Звягинцев, бивш комбайнер
- Георгий Бурков – редник Александър Копитовски, бронебоец, втори екипаж номер ПТРД-41
- Юрий Никулин – редник Некрасов
- Иван Лапиков – бригадир Попришченко
- Николай Губенко – лейтенант Голошчеков
- Николай Волков в ролята на редник Никифоров
- Андрей Ростоцки като ефрейтор Кочетигов
- Николай Шутко като готвач Петро Лисиченко
- Евгений Самойлов – полковник Марченко
- Нона Мордюкова – Наталия Степановна, жител на фермата
- Инокентий Смоктуновски – хирург
- Ирина Скобцева – полков военен лекар 3 ранг
- Ангелина Степанова – стара казашка
- Татяна Божок – медицински инструктор
- Лидия Федосеева-Шукшина – Гликерия (Глаша), ръководител на млечна ферма (озвучена от Наталия Гундарева)
- Даниил Илченко – Лука Михалич, младоженец в млечна ферма, последната филмова роля
- Алексей Ванин – бронебойник, редник Аким Борзих
- Николай Горлов – санитар
- Генадий Сафронов – председател на колхоза
- Борис Никифоров като капитан Сумсков (озвучен от Олег Ефремов)
- Анатолий Переверзев – Хмиз
- Виталий Леонов – редник
- Михаил Чигарьов – редник
- Станислав Бородокин – редник
- Леонид Трутнев – редник
- Пьотър Меркуриев – редник
- Андрей Попов – авторски текст зад кадър